# Чистополье (Львовская область)
Чистополье (укр. Чистопілля) — село в Жолковской городской общине Львовского района Львовской области Украины.
Население по переписи 2001 года составляло 17 человек. Занимает площадь 0,087 км². Почтовый индекс — 80360. Телефонный код — 3252.

## История
В 1946 г. Указом ПВС УССР хутор Эренфельд переименован в Чистополье.